# SCIgen
SCIgen — комп'ютерна програма, що генерує випадковий текст, який нагадує наукову статтю, що містить ілюстрації, графіки і посилання. Заявлене призначення: «автоматично генерувати тези для конференцій, підозрюваних у низькому цензі прийому».

## Дослідження
У 2005 році «стаття» Rooter: A Methodology for the Typical Unification of Access Points and Redundancy була прийнята до публікації WMSCI, а її автори були запрошені на конференцію. Автори розповіли про містифікацію на своєму сайті, внаслідок чого конференція WMSCI позбулася фінансової підтримки з боку IEEE.
Пізніше створені за допомогою програми «статті» були прийняті до публікації на конференціях IPSI-BG і International Symposium of Interactive Media Design, а також в одному з наукових журналів Ірану.
У вересні 2008 року російський «Журнал научных публикаций аспирантов и докторантов» опублікував рецензовану статтю «Корчеватель: алгоритм типичной унификации точек доступа и избыточности», що є комп'ютерним перекладом англійської статті Rooter: A Methodology for the Typical Unification of Access Points and Redundancy. Стаття була опублікована під ім'ям вигаданого автора Михайла Жукова. Текст був відправлений для публікації співробітниками газети «Троицкий вариант», що вирішили продемонструвати низьку якість системи наукових публікацій і рецензування. 17 жовтня 2008 року рішенням президії Вищої атестаційної комісії Міністерства освіти і науки Російської Федерації журнал «Журнал научных публикаций аспирантов и докторантов» був вилучений з Переліку провідних наукових журналів, що рецензуються, і видань, в яких повинні бути опубліковані основні наукові результати дисертацій на здобуття вчених ступенів доктора і кандидата наук.

## Ресурси Інтернету
- SCIgen — An Automatic CS Paper Generator [Архівовано 27 червня 2005 у Wayback Machine.]
- Фрагменти російськомовного варианту статті «Корчеватель»
- Офіційний сайт журналу «Журнал научных публикаций аспирантов и докторантов» [Архівовано 6 листопада 2008 у Wayback Machine.] (рос.)